# Dynasty (album)
Pour les articles homonymes, voir Dynasty.
Albums de Kiss
Alive II
(1977) Unmasked
(1980)
Singles
Dynasty est le septième album studio du groupe Kiss, sorti en 1979.
L'album est marqué par la célèbre chanson I Was Made for Lovin' You, mélange de rock et de disco.
Malgré son succès commercial, et ses quelque 20 millions d'exemplaires vendus dans le monde entier, cet album annonçait déjà le déclin du groupe et l'explosion de sa formation originale. Ainsi le batteur Peter Criss, en proie à des problèmes de toxicomanie, est mis à l'écart lors de l'enregistrement sous la pression du producteur Vini Poncia. C'est Anton Fig, le batteur de l'album solo d'Ace Frehley, qui a enregistré les parties de batterie sur tous les autres titres du disque à l'exception de Dirty Livin' , écrit et chanté par Criss.
Dynasty est l'album de Kiss auquel le guitariste Ace Frehley a le plus participé : il assure le chant sur trois titres sur neuf, soit un de plus que Gene Simmons et autant que Paul Stanley. À l'initiative de Frehley, le groupe a notamment repris un titre des Rolling Stones, 2,000 Man, extrait de l'album Their Satanic Majesties Request paru en 1967.

## Contenu
Plusieurs titres de Dynasty ont été interprétés lors des tournées promotionnelles de cet album et du suivant, Unmasked. Par la suite, l'album tombera en disgrâce et seul le tube I Was Made For Lovin' You sera joué régulièrement lors de certaines tournées. 2,000 Man et Sure Know Something feront plus tard partie de la programmation du live acoustique Kiss Unplugged enregistré en 1995. 2,000 Man a ensuite été occasionnellement interprété durant la période 1996-2002, pendant laquelle Ace Frehley avait réintégré le groupe, notamment lors du concert donné à Vancouver dans la nuit du 31 décembre 1999 au 1er janvier 2000.

## Liste des titres
| A1. | I Was Made for Lovin' You | Paul Stanley, Vini Poncia, Child   | Paul Stanley | 4:30 |
| A2. | 2000 Man                  | Mick Jagger, Keith Richards        | Ace Frehley  | 4:53 |
| A3. | Sure Know Something       | Paul Stanley, Vini Poncia          | Paul Stanley | 4:00 |
| A4. | Dirty Livin'              | Peter Criss, Vini Poncia, Penridge | Peter Criss  | 4:18 |

| B1. | Charisma       | Gene Simmons, Howard Marks | Gene Simmons | 4:25 |
| B2. | Magic Touch    | Paul Stanley               | Paul Stanley | 4:40 |
| B3. | Hard Times     | Ace Frehley                | Ace Frehley  | 3:29 |
| B4. | X-Ray Eyes     | Gene Simmons               | Gene Simmons | 3:45 |
| B5. | Save Your Love | Ace Frehley                | Ace Frehley  | 4:39 |

## Composition du groupe
- Paul Stanley – chants, guitare rythmique, guitare solo sur Sure Know Something.
- Gene Simmons – chants, basse
- Ace Frehley – chants, guitare solo, chœurs
- Peter Criss – chants, batterie, chœurs

## Musiciens additionnels
- Anton Fig – batterie (toutes les pistes sauf Dirty Livin' , non crédité)
- Vini Poncia – claviers, chœurs.

## Charts
| Pays             | Charts                | Meilleure position | Réf   |
| ---------------- | --------------------- | ------------------ | ----- |
| États-Unis       | Billboard 200         | 9                  | [ 2 ] |
| Royaume-Uni      | UK Albums Chart       | 50                 | [ 3 ] |
| Canada           | Canadian Albums Chart | 7                  | [ 4 ] |
| Allemagne        | Media Control Charts  | 8                  | [ 4 ] |
| Autriche         | Ö3 Austria Top 40     | 13                 | [ 5 ] |
| Suède            | Sverigetopplistan     | 17                 | [ 6 ] |
| Norvège          | VG-lista              | 34                 | [ 7 ] |
| Nouvelle-Zélande | Rianz                 | 2                  | [ 8 ] |
| Japon            | Oricon                | 21                 | [ 4 ] |

### Certifications
| Industrie | Certifié   | Ventes     |
| --------- | ---------- | ---------- |
| RIAA      | 8x Platine | 8 millions |